# Абрамов, Абрам Израилевич
Абрам Израилевич Абрамов (Боровицкий) (1901, Россошки, Киевская губерния — 17 февраля 1938, Ленинград) — советский партийный деятель.1-й секретарь Мурманского окружного комитета ВКП(б). Расстрелян в 1937 году, реабилитирован посмертно. 

## Биография
Абрам Израилевич Боровицкий родился в 1901 году в Россошках (ныне — в Уманском районе Черкасской области Украины) в еврейской семье.
С 1919 года — член РКП(б).
С 1919 года по 1920 год в РККА.
В 1927 году закончил Ленинградский государственный университет.
С 1927 года в Карело-Мурманском комитете.
С 20 декабря 1931 года по январь 1937 года — ответственный и 1-й секретарь Мурманского окружного комитета ВКП(б).
26 января—10 февраля 1934 года делегат XVII съезда ВКП(б)
С января 1937 года по июль 1937 года в резерве Ленинградского областного комитета ВКП(б).
НАГРАДЫ
Орден Ленина (1935)

## Арест и осуждение
3 июля 1937 года арестован органами УНКВД Ло.. Внесен в Сталинский расстрельный список от 7 декабря 1937 года («Ленинградская область») по 1-й категории («за» Сталин, Молотов). Приговорен к ВМН выездной сессией ВКВС СССР в Ленинграде по ст.ст. 58-7-10-11 УК РСФСР. Расстрелян в тот же день.
Место захоронения — спецобъект УНКВД Ло «Левашово». Реабилитирован посмертно.

## Награды
Абрам Абрамов награждён орденом Ленина за работу в Мурманске.